# 미쓰비시 델리카 D:5
미쓰비시 델리카 D:5는 일본의 미쓰비시자동차공업이 2007년부터 생산 및 판매하는 미니밴이며, 델리카 스페이스 기어의 후속 모델이다.

## 개요

### 전기형

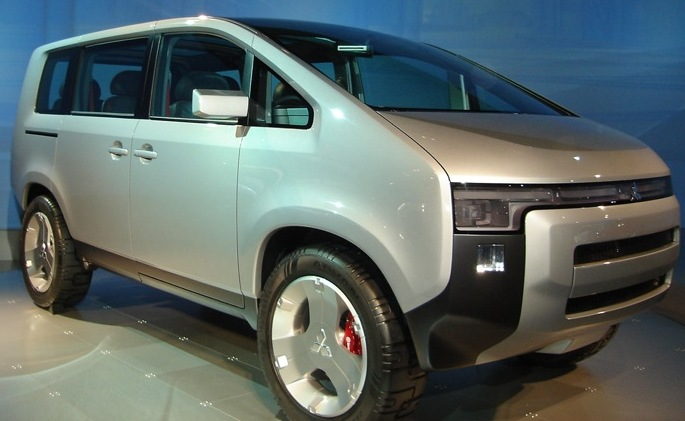
컨셉트 D:5

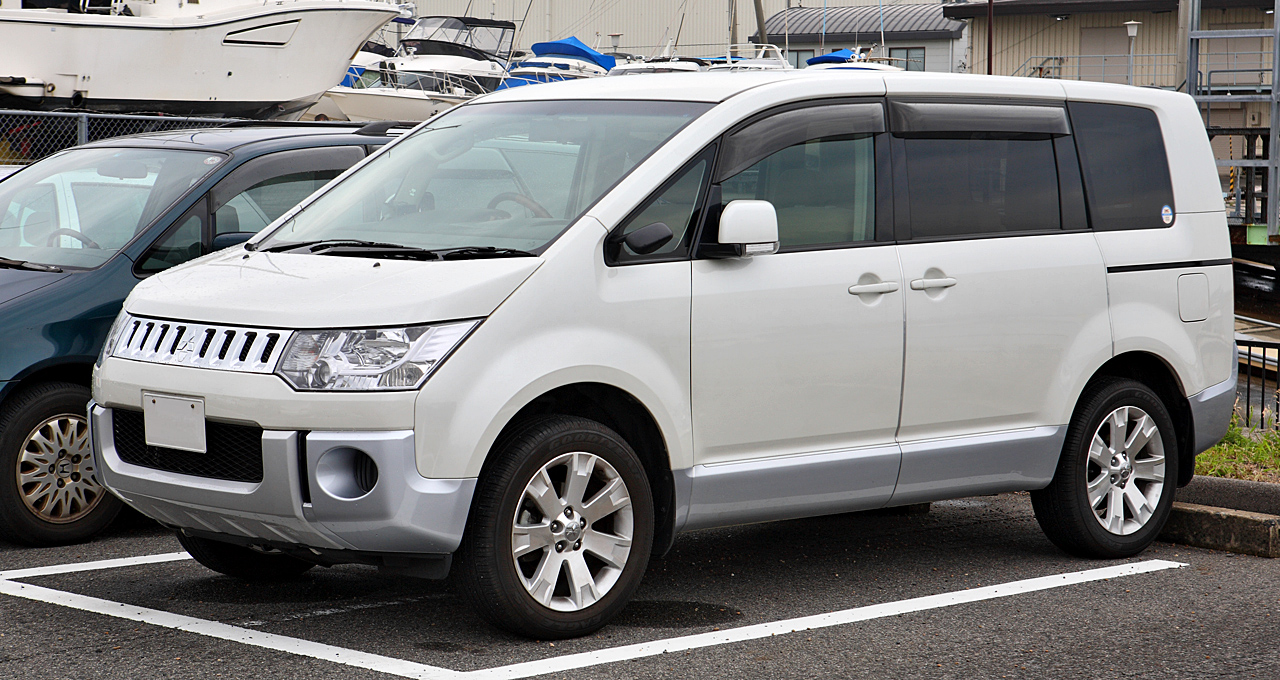
델리카 D:5 정측면

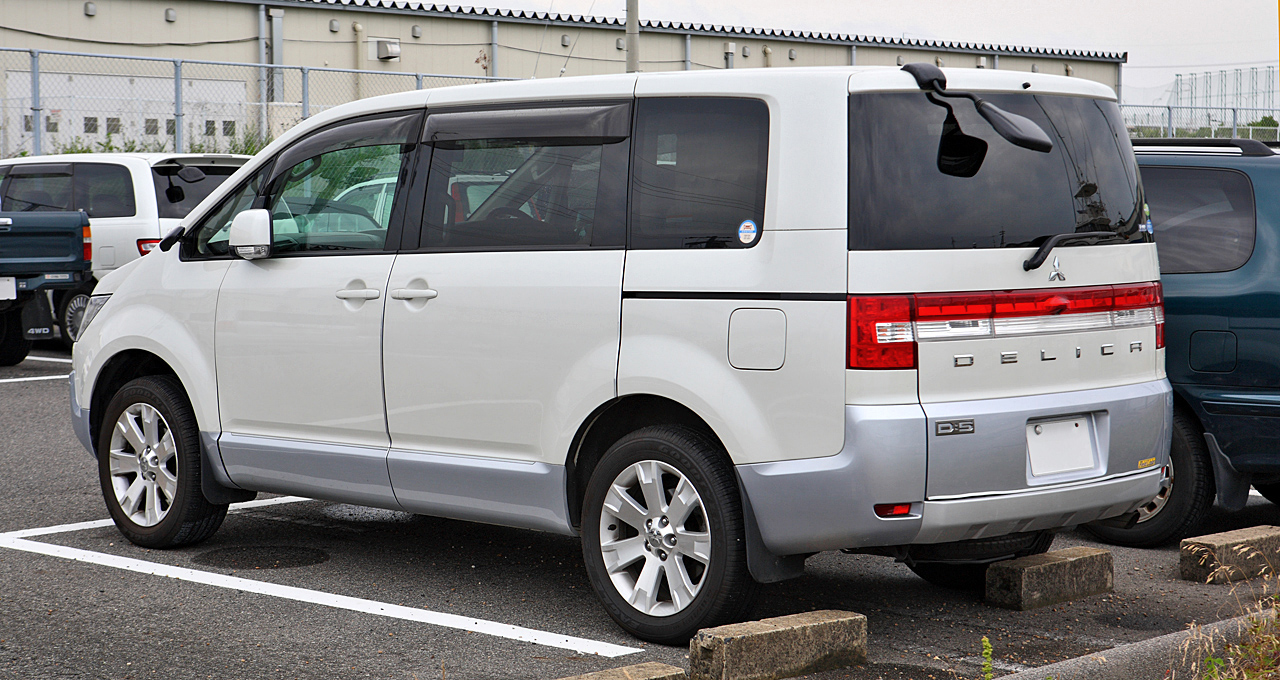
델리카 D:5 후측면

개발은 2005년에 시작하였으며, 컨셉은 세계에서 유일한 만능 미니밴으로 잡았다. 2005 도쿄 모터쇼에서는 컨셉트카 사양인 컨셉트 D:5가 공개되었다. 2007년 초반에 출시되었으며, 기존 델리카 스페이스 기어와는 다르게 GS 플랫폼을 적용하여 전륜구동으로 변화하였다. 그리고 이전 모델보다 안전성을 더욱 보강하고 안전사양들을 대폭 추가해서 충돌 테스트에서 별 6개를 받았다. 동년 5월에는 전고를 낮추고 에어로 킷을 단 로데스트를 출시하였고, 10월에는 4인승 고급 사양인 이그제큐티브도 선보였지만 공식적인 판매는 하지 않았다. 그리고 12월에는 델리카 스페이스 기어에도 있었던 샤모니도 출시하였다. 2009년 마이너체인지를 거쳤으며, 2011년에는 전륜구동 사양의 엔진을 변경하였다. 2017년에는 액티브 기어, 2018년에는 재스퍼라는 특별 사양을 출시하였다.

### 후기형

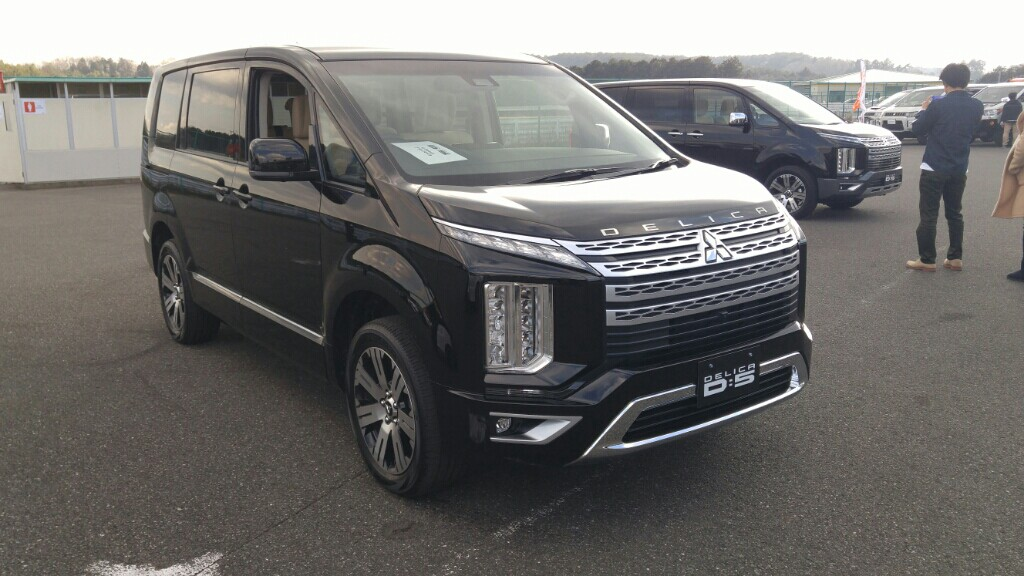
델리카 D:5 전면부

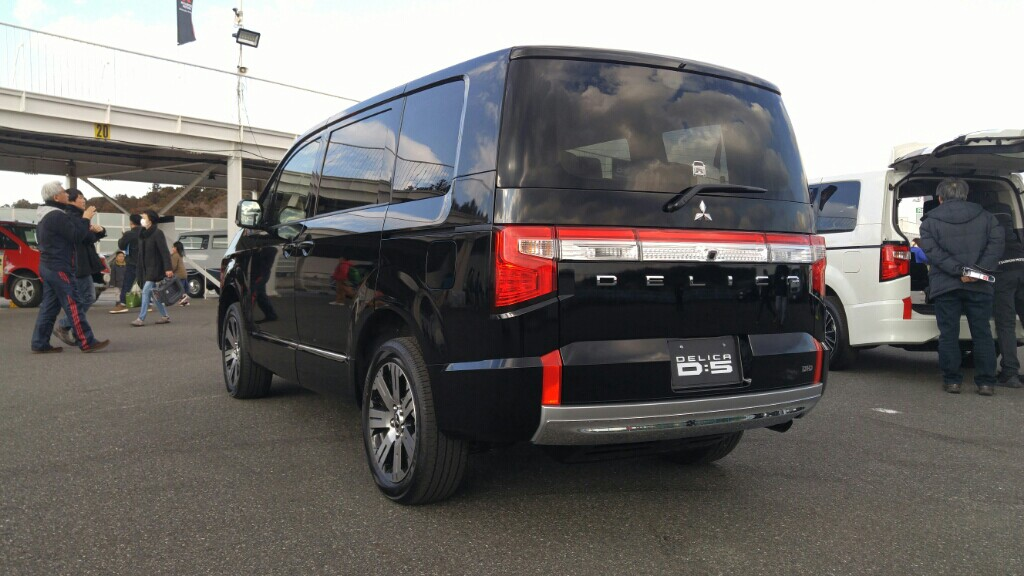
델리카 D:5 후면부

2019년에 도쿄 오토 살롱에서 공개되었고, 전면부에 미쓰비시의 새로운 패밀리룩을 채용하였다. 실내도 아웃랜더와 비슷한 형태로 현대화하였고 스티어링도 현행 미쓰비시와 같은 형태로 변경하였다. 다만 이는 디젤 모델에만 해당되고, 가솔린 모델은 이전 모델로 병행 판매하다가 2019년 12월에 생산을 마치고 단종되었다. 2021년에 생산 거점인 파제로 제조 주식회사가 폐쇄되면서 선행 모델이 생산되었던 아이치현 오카자키시에 위치한 나고야제작소로 생산지를 옮겼다.

## 같이 보기
- 미쓰비시자동차공업
- 미쓰비시 델리카
- 미쓰비시 델리카 스페이스 기어